# Malilait (Aldeia)
Malilait ist eine osttimoresische Aldeia im Suco Malilait (Verwaltungsamt Bobonaro, Gemeinde Bobonaro). 2015 lebten in der Aldeia 407 Menschen.

## Geographie
Malilait liegt im Südosten des Sucos Malilait. Nördlich liegt die Aldeia Taimea und westlich die Aldeia Malilu. Im Süden grenzt Malilait an den Suco Bobonaro und im Osten an den Suco Lourba. Das Zentrum und der Osten Taimeas sind unbesiedelt, da der Mabesi und seine Zuflüsse das Land tief zerfurchen, bevor er nach Süden in Richtung des Flusses Loumea fließt. Der Loumea bildet die Grenze im Südosten.
Die Westgrenze bildet eine kleine Straße, an der die Siedlungen der Aldeia liegen: Malilait, Malilu und im Süden reicht Bobonaro, dem Hauptort des Verwaltungsamtes in die Aldeia hinein.

## Politik
2023 wurde Antonio Godinho zum Chefe de Aldeia gewählt.